# 요세프 랍반
요세프 랍반(말라얄람어: ഇസുപ്പ് ഇറപ്പാൻ 이수푸 이라판)은 11세기 초 인도 말라바르 해안의 코둥갈루르(무이리크코트투) 항구에서 활동한 저명한 유대인 상인/귀족이다.
코둥갈루르의 체라 왕이 발급한 헌장인 코친의 유대인 동판(서기 1000년경)에 따르면, 랍반은 상인 길드 안주만/한자마나의 권리와 함께 다른 여러 무역 권리 및 귀족 특권을 부여받았다. 그는 무이리코투시의 다른 정착민들이 왕에게 지불하는 모든 세금을 면제받았다(동시에 다른 정착민들의 모든 권리를 그에게 부여했다). 이러한 권리와 특권은 그의 모든 후손에게 영구적으로 부여되었다. 안주만은 서아시아 국가의 유대인, 기독교인, 무슬림 상인들이 조직한 남인도 상인 길드였다.
랍반의 후손들은 몇 세기 동안 말라바르 해안의 다른 유대인들보다 더 우위를 점했다. 1340년대에는 후손 요세프 아자르와 그의 형 아론 아자르 사이에 분쟁이 일어났다.

## 참고 문헌
- Blady, Ken. Jewish Communities in Exotic Places. Northvale, NJ: Jason Aronson Inc., 2000. pp. 115–130.